# Majdalenka

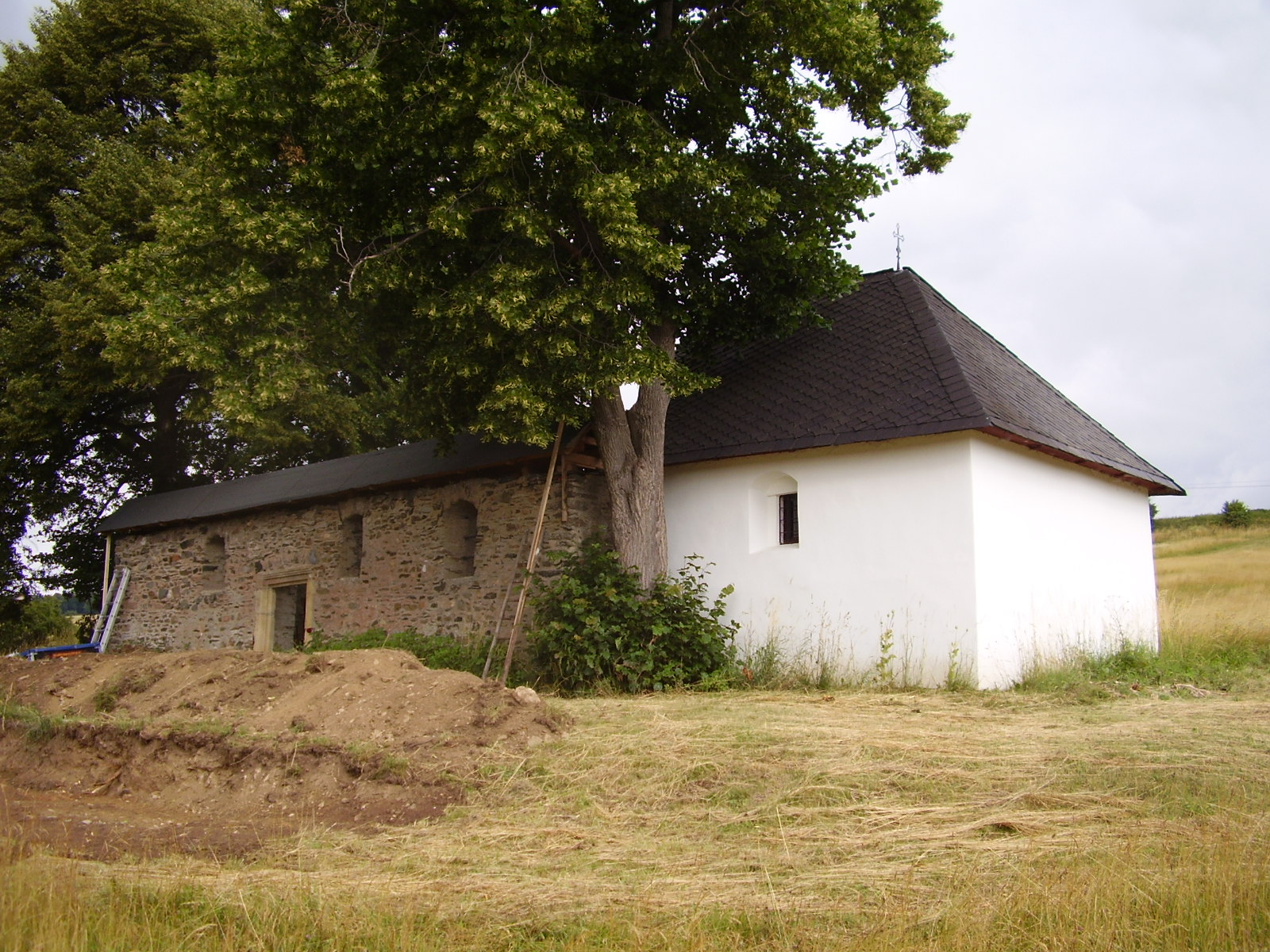
Majdalenka

Die Majdalenka ist die Ruine der gotischen Kirche St. Maria Magdalena bei Svojanov in Tschechien. Der erhaltene frühbarocke Chor dient als Wallfahrtskapelle (tschechisch Kaple sv. Marii Magdaleny).

## Lage
Die Ruine steht anderthalb Kilometer südlich von Svojanov auf der Anhöhe K Magdaléně, die sich zwischen Předměstí und Hlásnice rechtsseitig über dem Křetínkatal erhebt.
Umliegende Ortschaften sind Svojanov im Norden, Předměstí im Nordosten, Na Kopci und Na Rožince im Osten, Dolní Lhota im Südosten, Kněževes und Trpín im Süden, Hlásnice im Westen und Hartmanice im Nordwesten.

## Geschichte
Über die Entstehung der Kirche gibt es keine urkundlichen Nachweise. Der volkstümlichen Überlieferung nach gründete Königinwitwe Kunigunde von Halitsch hier nach der Geburt ihres Sohnes Ješek (ca. 1282–1337) an einer heilkräftigen Quelle ein Magdalenerinnenkloster, das sie mit einem Hof und ausgedehnten Feldern ausstattete. Nach der Denkmalsbeschreibung wurde die Kirche zu Beginn des 14. Jahrhunderts errichtet.
Während der Hussitenkriege wurde das Kloster zerstört und erlosch. Später diente die Klosterruine Einsiedlern, die sich um den Erhalt der Kirche mit der darunter befindlichen Heilquelle sowie eines daneben befindlichen Badehauses kümmerten, als Unterkunft. Die im Chor befindliche Wandinschrift „Nic není na světě jistější, nežli smrt“ (Nichts auf der Welt ist sicherer als der Tod) soll von einem der Einsiedler stammen. Im Jahre 1653 ließ die Herrschaft Svojanov die Kirche instand setzen.
Nach einem Jahrhundert der Vernachlässigung war die Kirche verfallen; die letzte Messe wurde 1770 gehalten. In dieser Zeit erloschen sowohl die Einsiedelei als auch das Bad. Im Zuge der Josephinischen Reformen wurde die Kirche St. Maria Magdalena im Jahre 1786 aufgehoben und ihr Besitz auf die neue Kirche St. Peter und Paul in Svojanov übertragen. Eine der beiden Glocken erhielt die Kirche St. Erasmus in Rohozná; die andere wurde dem Rathaus in Svojanov übergeben und schmolz dort beim Stadtbrand von 1842.
Von der Kirche blieben nur die Umfassungsmauern stehen; erhalten blieb der quadratische Chor mit Kreuzgewölbe. In der zweiten Hälfte des 20. Jahrhunderts erhielt er eine Bedachung aus Eternitplatten. Um 2000 ließ die Gemeinde Svojanov durch eine Spende das Dach und die Wände des Chores sanieren und diesen zur Kapelle ausbauen. Der Triumphbogen wurde vermauert und eine Eingangstür eingesetzt. Zum Erhalt der Ruine wurden die Außenmauern der Kirche im Jahre 2006 mit einem Schindeldach versehen und im Innenraum der Ruine eine kleine Einsiedelei errichtet. Eine Sanierung des Brunnens unter der Ruine steht noch aus.
Die Ruine ist als Kulturdenkmal geschützt.